# Double M
Double M est une série de bande dessinée créée par Félix Meynet et scénarisée par Pascal Roman, dont le premier album est sorti en 1992.
Cette série est une plongée dans l'univers des années 60. Cette série part de la rencontre entre Mel, jeune garçon de 23 ans montagnard pur et dur, et Mirabelle, archétype de la parisienne jusqu'au bout de ses ongles manucurés.
Ensemble, ils enquêtent sur diverses affaires mettant souvent en relief les grands évènements de l'époque: l'indépendance de l'Algérie (Une valse pour Anaïs) ou la guerre froide (Les pions de Mr. K).

## Les albums
1. Le Trésor des Chartreux (48 pages, éditions Dargaud, 1er janvier 1992,  (ISBN 978-2-2050-4782-0)[1])
2. Une valse pour Anaïs (48 pages, éditions Dargaud, 6 janvier 1993,  (ISBN 978-2-2050-4775-2)[2])
3. Meurtre autour d'une tasse de thé (48 pages, éditions Dargaud, 1er janvier 1994,  (ISBN 978-2-2050-4170-5)[3])
4. Les Pions de Mr K. (48 pages, éditions Dargaud, 4 mars 1995,  (ISBN 978-2-2050-4264-1)[4])
5. Faux témoin (48 pages, éditions Dargaud, 5 octobre 1996,  (ISBN 978-2-2050-4405-8)[5])
6. Le Chamois blanc (48 pages, éditions Dargaud, 12 juin 1999,  (ISBN 978-2-2050-4589-5)[6])

Un septième album est à l'étude depuis quelques années, sa sortie n'étant toujours pas annoncée.

## Quelques personnages
- Mel, un orphelin savoyard, guide de montagne en été et moniteur de ski l'hiver ;
- Mirabelle, jeune journaliste parisienne très coquette ;
- Matafan, oncle et tuteur de Mel ;
- Fanfoué, vieillard coureur de jupons imaginé par Félix Meynet, qui aura sa série spin-off : Fanfoué des Pnottas ;

- Anais, jeune femme parisienne d'origine pieds-noirs, rencontrée par Mel (album 2) ;
- Palhas, grand-mère de Mirabelle (album 3) ;
- Eugène, jeune champion d'échecs (album 4) ;
- Simon et Marinette, amis d'enfance de Mel (album 6) ;